# Capitán Miranda
Capitán Miranda é um distrito do Paraguai, localizado no departamento de Itapúa.

## Transporte
O município de Capitán Miranda é servido pelas seguintes rodovias:
- Ruta 06, que liga Minga Guazú ao município de Encarnación (Departamento de Itapúa);
- Caminho em pavimento ligando a cidade de Nueva Alborada ao município de La Paz.[1][2][3]